# Didier Gigon
Didier Gigon (Porrentruy, 10 maart 1968) is een Zwitsers voormalig voetballer die speelde als middenvelder.

## Carrière
Gigon speelde voor FC Biel-Bienne, Neuchâtel Xamax, Lausanne-Sport, FC Basel, Sing Tao SC, FC Alverca en Étoile Carouge.
Hij speelde één interland voor Zwitserland waarin hij niet kon scoren.